# HD9298
HD9298 — хімічно пекулярна зоря спектрального класу B7, що має видиму зоряну величину в смузі V приблизно 6,4.
Вона  розташована на відстані близько 937,2 світлових років від Сонця.

## Пекулярний хімічний вміст
HD9298 належить до ртутно-манганових зір й її з атмосфера має підвищений вміст Hg та Mn.